# Yang Hongjun
Yang Hongjun (ur. 5 lipca 1973) – chiński judoka.
Uczestnik mistrzostw świata w 1997. Startował w Pucharze Świata w 2000. Brązowy medalista igrzysk Azji Wschodniej w 1997 roku.